# Bandera de San Bartolomé

Única bandera con valor oficial en el territorio de San Bartolomé.

Bandera de San Bartolomé
(no oficial).

La bandera de San Bartolomé es oficialmente la bandera tricolor francesa, ya que no posee de una bandera oficial propia debido a que es una colectividad de ultramar de Francia.
Existe una bandera local usada en la isla, esta no tiene un estatus oficial y consiste del escudo oficial de la isla sobre un fondo blanco.